# Oberlaussa
Oberlaussa ist eine Streusiedlung nahe dem Gesäuse, an der Grenze zwischen Oberösterreich und der Steiermark. Der steirische Teil ist Ortschaft der Marktgemeinde Sankt Gallen, der oberösterreichische Teil ist Ortschaft des Marktes Weyer.

## Lage und Geschichte
Der Ort liegt entlang der Landesstraße L 550 am Laussabach, etwa auf halber Höhe des Anstiegs zum Hengstpass. Südlich erstreckt sich die Nordabdachung der Haller Mauern, nördlich die Kuppen und Mauern (Felsabbrüche) des Reichraminger Hintergebirges.
Der steirische Teil der Ortschaft umfasst die Rotte Gjaid – im Nebental des Pölzalmbachs – und die Hofstelle Hinterzwiesel. Zum oberösterreichischen Teil zählen die zerstreuten Häuser Holzgraben – im gleichnamigen Nebental – sowie die Gehöfte Krennbauer und Zeckerkeusche.
In den vergangenen Jahrzehnten hat der einst vor allem von Forstarbeitern bewohnte Ort einen außerordentlichen Einwohnerrückgang erlebt. Neben den wenigen noch ständig bewohnten Häusern (2010: sechs Personen mit Hauptwohnsitz in Oberlaussa - Försterfamilie, Berufsjägerfamilie, ein Forstfacharbeiter) bestehen aber in Vorderzwiesel mehrere Wochenendhäuser und Zweitwohnsitze.
Im Gebiet der Ortschaft liegen auch die Pölzalm und (weiter oben) die Großschoberbaueralm in der Gjaid, die Simandlalm und die Peterbaueralm zu beiden Seiten des Laussabachs bei Hinterzwiesel sowie die Veitlbaueralm und Grabenbaueralm  in südseitigen Nebengräben.

### Nachbarorte
|                                             |                                             | Unterlaussa (Gem. Weyer, OÖ. / Sankt Gallen, Stmk.) |
| Rosenau am Hengstpaß (Gem., Oö., ca. 10 km) | Kompassrose, die auf Nachbargemeinden zeigt |                                                     |
| Hall bei Admont (Gem. Admont, Stmk.) (2)    | Weng im Gesäuse (Gem. Admont, Stmk.) (2)    | Oberreith (Gem. St. Gallen, Stmk.) (1)              |

(1) Über die Admonter Höhe, einen alten Handelsweg
(2) Im Süden der Haller Mauern, Weg über Seeböden und die Grabner Scharte/Admonter Warte mit Admonter Hütte